# Heiner Fangerau
Heiner Fangerau (* 26. September 1972 in Bremen) ist ein deutscher Medizinhistoriker und Medizinethiker.

## Leben
Nach dem Abitur am Gymnasium Ursulaschule Osnabrück studierte Heiner Fangerau Humanmedizin und Theater-, Film- und Fernsehwissenschaften an der Ruhr-Universität Bochum. Nach dem 3. Staatsexamen in Medizin beendete er sein Studium und wurde am Institut für Geschichte der Medizin der Ruhr-Universität mit einer Arbeit zur Geschichte der Rassenhygiene/Eugenik im Jahr 2000 promoviert. Nach klinischen Tätigkeiten in den Fächern Neurologie und Psychiatrie in Bremen und Bonn und einer Zeit als Stipendiat des Graduiertenkollegs GRK 246 „Pathogenese von Krankheiten des Nervensystems“ an der Universitätsklinik Bonn 2000–2002 arbeitete er von 2002 bis 2003 als Wissenschaftlicher Mitarbeiter am Institut für Ethik und Geschichte der Medizin der Georg-August-Universität Göttingen, bevor er von 2003 bis 2008 als Wissenschaftlicher Assistent am Institut für Geschichte der Medizin der Heinrich-Heine-Universität Düsseldorf tätig war. Hier habilitierte er sich im Jahr 2007 für die „Geschichte, Theorie und Ethik der Medizin“.
Im Jahr 2008 folgte er einem Ruf auf eine W3-Professur für Geschichte, Theorie und Ethik der Medizin an die Universität Ulm, wo er bis 2014 als  (Gründungs-)Direktor des dort neu geschaffenen Institutes für Geschichte, Theorie und Ethik der Medizin der Universität Ulm wirkte. 2014 wechselte er nach einem Ruf auf die dortige W3-Professur als Direktor an das Institut für Geschichte und Ethik der Medizin der Medizinischen Fakultät der Universität zu Köln. 2015 folgte er einem Ruf auf die W3-Professur für Geschichte, Theorie und Ethik der Medizin der Heinrich-Heine-Universität Düsseldorf. Dort leitet er das gleichnamige Institut.
Von 2011 bis 2014 war Heiner Fangerau Vorsitzender der Ethikkommission der Universität Ulm und des Komitees für Klinische Ethikberatung der Universität Ulm. Von 2011 bis 2014 gehörte Heiner Fangerau der Ethikkommission der Landesärztekammer Baden-Württemberg an. Auch wirkte er bis 2014 als Sprecher des Humboldt-Studienzentrums für Philosophie und Geisteswissenschaften der Universität Ulm. Hier war er beteiligt an der Gründung eines Departments für Philosophie, Sprachen, Geisteswissenschaften und allgemeine Weiterbildung, das die Förderung der Geisteswissenschaften an der Universität Ulm zum Ziel hatte.
Er gehört dem Vorstand der Gesellschaft für Wissenschaftsgeschichte (seit 2011) an. Von 2010 bis 2013 war er Vorsitzender des Fachverbandes Medizingeschichte. 2013 wurde er zum Präsidenten der European Association for the History of Medicine and Health (EAHMH) gewählt.
Er ist Mitherausgeber des Medizinhistorischen Journals, von Sudhoffs Archiv, von Medicine Studies und des Journals of the History of Medicine and Allied Sciences. Ferner ist er Mitglied des Wissenschaftlichen Beirats für Familienfragen beim Bundesministerium für Familie, Senioren, Frauen und Jugend.
Im Jahr 2014 erhielt er die Ehrendoktorwürde (Dr. h. c.) der Medizinischen und Pharmazeutischen Universität Carol Davila Bukarest. 2017 wurde Heiner Fangerau zum Mitglied der Leopoldina gewählt. Seit November 2020 ist er Prodekan für Strategische Entwicklung der Medizinischen Fakultät der Heinrich-Heine-Universität Düsseldorf.
Seine Arbeitsschwerpunkte sind die Geschichte und Ethik der Medizin des 19. und 20. Jahrhunderts, die Geschichte der medizinischen Diagnostik sowie die medizinhistorische Netzwerkanalyse und die medizinethischen Fragen des 21. Jahrhunderts.

## Schriften (Auswahl)

### Monografien
- Spinning the Scientific Web. Jacques Loeb (1859–1924) und sein Programm einer internationalen biomedizinischen Grundlagenforschung. Akademie Verlag, Berlin 2010.
- Etablierung eines rassenhygienischen Standardwerkes 1921–1941. Der Baur-Fischer-Lenz im Spiegel der zeitgenössischen Rezensionsliteratur (= Marburger Schriften zur Medizingeschichte. Band 43). 2001.

### Herausgeberschaften
- mit T. Becker, P. Fassl und H.-G. Hofer (Hrsg.): Psychiatrie im Ersten Weltkrieg, Books on Demand, Norderstedt bei Hamburg 2018.
- mit S. Topp und K. Schepker (Hrsg.): Kinder- und Jugendpsychiatrie im Nationalsozialismus und in der Nachkriegszeit. Zur Geschichte ihrer Konsolidierung. Springer, Berlin 2017.
- mit C. Lenk und G. Duttge (Hrsg.): Handbuch Ethik und Recht der Forschung am Menschen. Springer, Berlin/Heidelberg 2014.
- mit H. Geisler, T. Halling und W. Martin (Hrsg.): Classification and Evolution in Biology, Linguistics and the History of Science. Concepts, Methods, Visualization. Steiner, Stuttgart 2013.
- mit I. Müller (Hrsg.): Faszinosum des Verborgenen. Der Harnstein und die (Re-)Präsentation des Unsichtbaren in der Urologie. Steiner, Stuttgart 2012.
- mit T. Halling (Hrsg.): Netzwerke. Eine allgemeine Theorie oder die Anwendung einer Universalmetapher in den Wissenschaften. Transcript, Bielefeld 2009.
- mit K. Nolte (Hrsg.): ‚Moderne‘ Anstaltspsychiatrie im 19. und 20. Jahrhundert – Legitimation und Kritik. Steiner, Stuttgart 2006.
- mit S. Schulz, T. Noack und I. Müller (Hrsg.): Medizinische Terminologie – ein Kompaktkurs. Woeste, Essen 2006.
- mit S. Schulz, K. Steigleder und N. Paul (Hrsg.): Geschichte, Theorie und Ethik der Medizin. Eine Einführung. Suhrkamp, Frankfurt 2006.

### Zeitschriften- und Buchbeiträge
- mit M. Martin: Durchsichtbarkeitsregime. Zur Semiotik radiographischer Bilder in der urologischen Diagnostik. In: Der Urologe. 51, 2012, S. 1450–1458.
- The novel Arrowsmith, Paul de Kruif (1890–1971) and Jacques Loeb (1859–1924). A literary portrait of “medical science”. In: Medical Humanities. 32, 2006, S. 82–87.
- mit N. Paul: Neural Transplantation and Medical Ethics. A Contemporary History of Moral Concerns Regarding Cerebral Stem Cell and Gene Therapy. In: J. Clausen, N. Levy (Hrsg.): Handbook of Neuroethics. Band 2, Springer, Dordrecht u. a. 2014, S. 845–858.
- Medizin und geschlossene Unterbringung: Von der Spannung zwischen ärztlicher Ethik und gesellschaftlichem Auftrag. In: M. Dudeck, J. Kaspar, M. Lindemann (Hrsg.): Verantwortung und Zurechnung im Spiegel von Strafrecht und Psychiatrie. Nomos, Baden-Baden 2014, S. 73–85.
- mit M. Martin: Blutdruck messen. Die ‚Technikalisierung‘ der Kreislaufdiagnostik. In: Technomuseum (Hrsg.): Herzblut. Geschichte und Zukunft der Medizintechnik. Theiss/WBG, Darmstadt 2014, S. 74–93.
- mit A. Goergen und M. Griemmert: Child Welfare and Child Protection. Medicalization and Scandalization as the New Norms in Dealing with Violence Against Children. In: A. Bagattini, C. Macleod (Hrsg.): The Nature of Children’s Well-Being. Theory and Practice. Springer, Dordrecht u. a. 2014, S. 209–225.
- Evolution of knowledge from a network perspective. Recognition as a selective factor in the history of science. In: H. Fangerau, H. Geisler, T. Halling, W. Martin (Hrsg.): Classification and Evolution in Biology, Linguistics and the History of Science. Concepts, Methods, Visualization. Steiner, Stuttgart 2013, S. 11–32.
- Zur Geschichte der Synthetischen Biologie. In: K. Koechy, A. Huempel (Hrsg.): Synthetische Biologie. Entwicklung einer neuen Ingenieurbiologie? Themenband der interdisziplinären Arbeitsgruppe Gentechnologiebericht (= Forschungsberichte der Interdisziplinären Arbeitsgruppen der Berlin-Brandenburgischen Akademie der Wissenschaften. Band 30). Forum W-Wissenschaftlicher Verlag, Dornburg 2012, S. 61–84.